# Дистрикт
Дистрикт или диштрикт (енгл. district) врста је административне јединице у неким државама коју може да контролише локална самоуправа. Може се делити на друге мање облике јединица, округе, општине и друге.
У одређеним случајевима израз дистрикт има јединствено значење, тј. означава засебну просторно-управну јединицу за ванредним степеном аутономности, која је, са друге стране, својом величином мања него покрајина. То био случај у случају некадашњих Великокикиндског диштрикта и Потиског диштрикта, а данас је то случај Дистрикта Брчко.